# 중앙포흐얀마 지역

중앙포흐얀마 지역의 문장

중앙포흐얀마 지역의 위치

중앙포흐얀마 지역(핀란드어: Keski-Pohjanmaa, 스웨덴어: Mellersta Österbotten)은 핀란드를 구성하는 지역 가운데 하나로, 중심 도시는 코콜라이며 면적은 5,474km2, 인구는 70,584명이다. 북포흐얀마 지역, 중앙수오미 지역, 남포흐얀마 지역, 포흐얀마 지역과 접하며 8개 지방 자치체를 관할한다.